# Avro 504

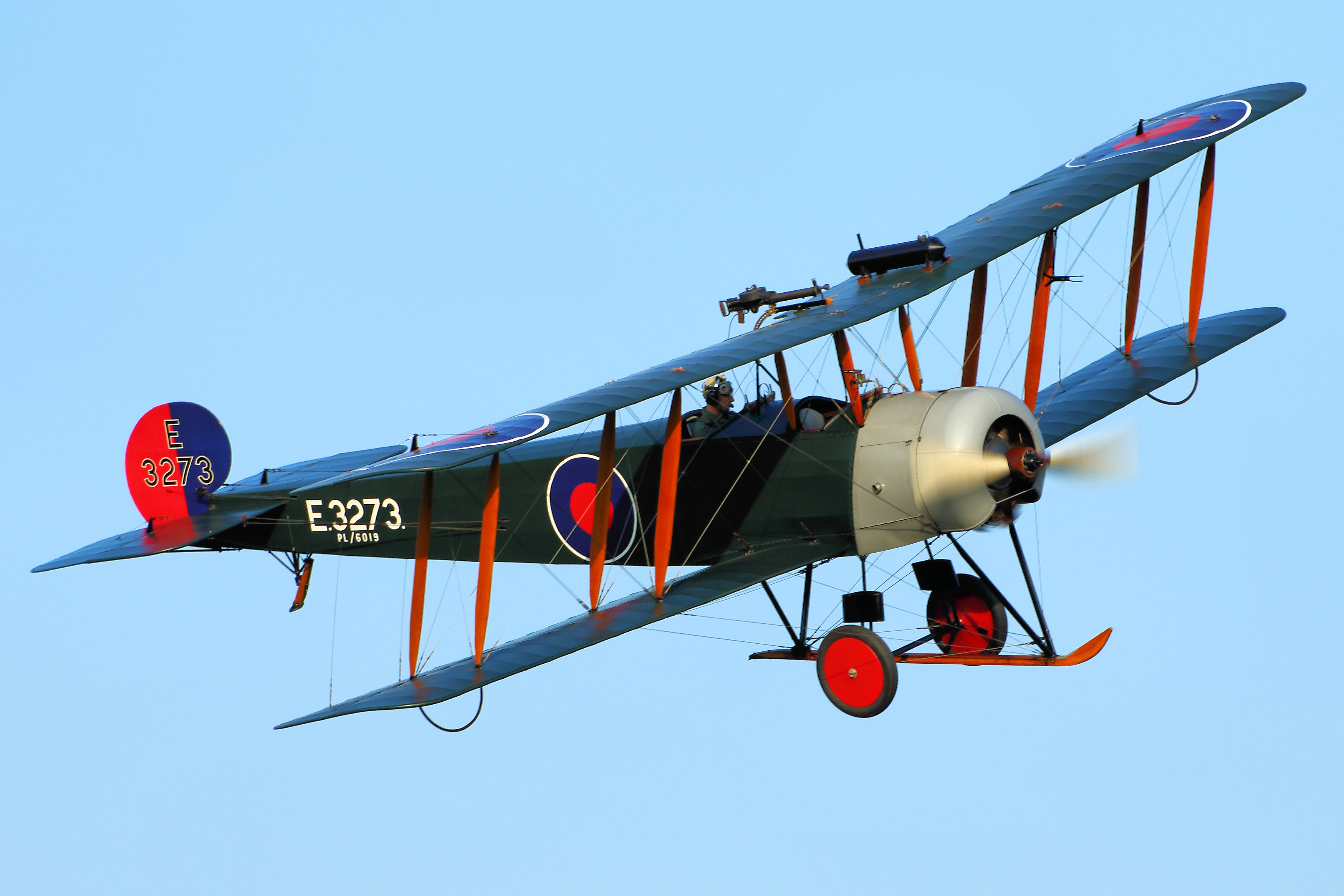
Avro 504 en octubre de 2015.

El Avro 504 era un avión biplano, que fue ampliamente utilizado durante la Primera Guerra Mundial. Fue diseñado y fabricado por Avro y bajo licencia en muchos otros países. Sin duda fue uno de los aviones más característicos de su época y la cantidad construida supera los 8000 ejemplares de todos los tipos durante casi 20 años, convirtiéndolo en el avión británico fabricado en mayor número de la época de la Primera Guerra Mundial. Muchos ejemplares —reconvertidos o no— se mantuvieron en servicio después de finalizada la contienda mundial, generando que el 504 sea uno de los aviones más representativos de la década de 1920.

## Historia, diseño y desarrollo

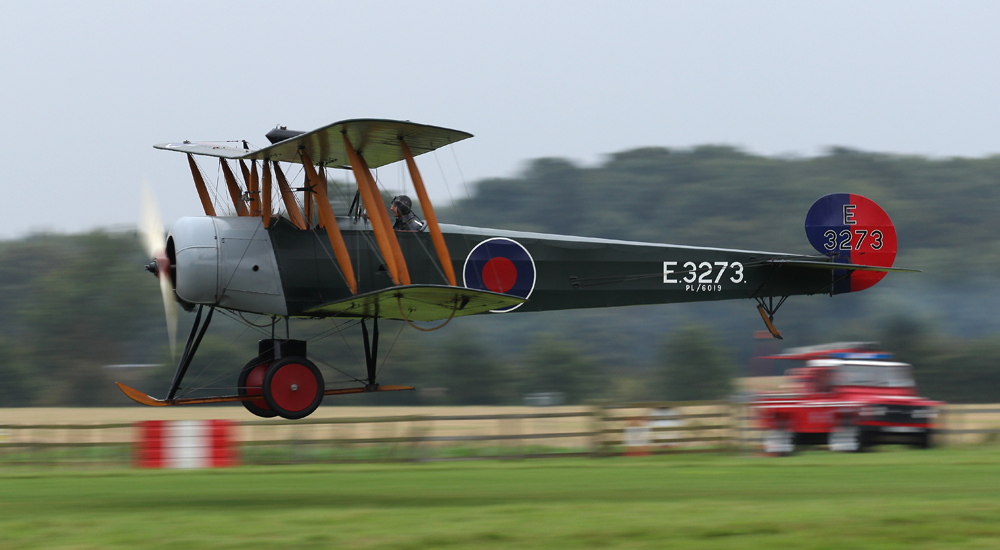
Avro 504K de 1918 pintado como E3273

El primer 500 (prototipo del 504) voló en Brooklands en julio de 1913; el 20 de septiembre el nuevo aparato llegó en cuarto lugar en el Second Aerial Derby, pilotado por Fred Raynham a una velocidad de 107 km/h.
El Avro 504 era un biplano bien proporcionado, con dos cabinas, planos de igual envergadura y un fuselaje realizado con largueros de madera y riostras internas. El motor originalmente previsto fue un Gnome rotativo de 80 cv, instalado en una bancada del capó de sección cuadrangular. Se construyó también una versión con flotadores.
En los meses que precedieron a la Primera Guerra Mundial, el Ministerio de la Guerra encargo doce Avro 504 y el Almirantazgo uno más que fueron entregados entre julio y septiembre de 1914. No obstante, aunque se hicieron nuevos y urgentes pedidos inmediatamente después de la ruptura de hostilidades, el Avro 504 no se incorporó en cantidades importantes a los escuadrones del RFC destacados en Francia.
Fue un Avro del 5º Squadron el primer avión británico derribado, cuando el aparato, pilotado por el teniente V. Waterfall, fue alcanzado sobre Bélgica por el fuego de la infantería enemiga el 22 de agosto.
Los Avro 504 efectuaron un pequeño número de audaces incursiones de bombardeo, entre la que destaca el ataque realizado por aparatos de la Royal Navy contra los hangares de dirigibles Zeppelin emplazados en Friedrichshafen, junto al lago Constanza, el 21 de noviembre de 1914 guiados por el jefe de escuadrón E.F. Briggs. También se llevaron a cabo una serie de ataques contra dirigibles en vuelo mediante el sistema de lanzar sobre ellos bombas de 9 kg desde una altitud superior.

## Posguerra
En la posguerra muchos ejemplares del Avro 504, que ya no tenían espacio en las disminuidas (en comparación con los tiempos de guerra) plantillas militares, encontraron un lugar en el mercado de la aviación civil, siendo utilizados en una gran variedad de tareas, tales como entrenamiento, vuelos turísticos y barnstorming (cuya mejor traducción sería la de espectáculos de acrobacias aéreas, donde la palabra circo volante realmente tiene significado). Muchos ejemplares siguieron volando con los colores de las nacientes fuerzas aéreas de numerosos países.

## Curiosidades
- El 21 de noviembre de 1914, un grupo de cuatro Avro 504 bombardeó los hangares de Zeppelin en Friedrichshafen al sur de Alemania en la que se dice fue la primera misión de bombardeo debidamente planificada de antemano, saldándose con la pérdida de uno de ellos.
- Un Avro 504 fue el primer avión británico en ser derribado durante la Primera Guerra Mundial. Se trataba de un aparato del 5.º Squadron, alcanzado por el fuego de la infantería sobre Bélgica.

## Variantes
- 504

504A
- 504B
- 504C

Monoplaza, avión antizeppelin para la Fuerza Aérea Naval Británica. El 504C tenía un tanque extra de combustible en el lugar del observador.
- 504D

Monoplaza, avión antizeppelin para el Real Cuerpo de Aviación Británico. Seis construidos.
- 504E
- 504F
- 504G
- 504H

Usado en pruebas de despegue con catapulta.
- 504J

Usado como entrenador.
- 504K

Biplaza de entrenamiento. El 504K estaba provisto de un montaje universal para diferentes motores. Usado en labores antizeppelin estaba armado con una ametralladora Lewis calibre 7,70 mm, montada en el ala superior. 
- 504L

Versión con flotadores. 
- 504M

Triplaza. Solo fue construida 1 unidad.
- 504N

Biplaza de entrenamiento. 
- 504P

Versión ligeramente modificada del 504N. Nunca llegó a construirse.
- 504Q

Triplaza. El 504Q fue construido para la Expedición Ártica llevada a cabo por la Universidad de Oxford. Solo uno fue construido.
- 504R Gosport

Entrenador modificado. Diez fueron vendidos a  Argentina y 100 más fueron construidos por la FMA bajo licencia. Tres fueron exportados a Estonia y algunos a Perú.
- 504R Gosport FMA. Treinta y cuatro unidades fabricadas bajo licencia por la Fábrica Militar de Aviones en la provincia de Córdoba, Argentina.[2]

- Yokosuka K2Y1/ K2Y2

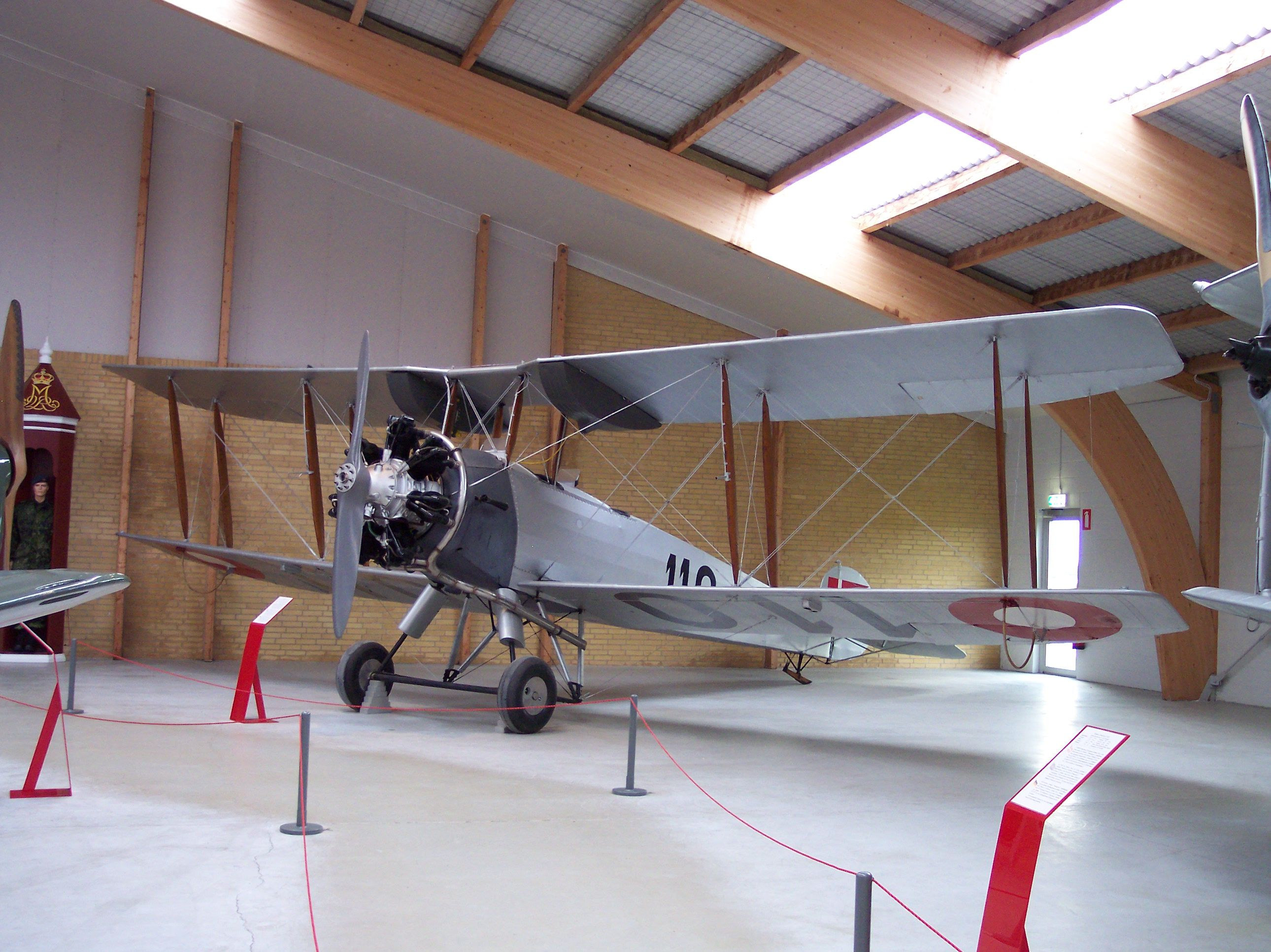
Avro 504N.

Biplaza de entrenamiento primario de la Armada Imperial Japonesa. Versión japonesa del 504K. 360 ejemplares fueron construidos en Japón 
- U-1

Copia del 504K fabricada masivamente en la Unión Soviética; versión con flotadores, NU-1
En Argentina la empresa Pur Sang, reconocida a nivel mundial, que emplea a 90 personas, exporta réplicas de aviones e hizo volar su primer modelo: una réplica artesanal del Avro 504K, el primer avión fabricado en la Argentina en 1928. Esa unidad fue vendida a Estados Unidos y están haciendo gestiones para vender otro igual a Inglaterra.
- Avro Anáhuac

México adquirió aviones ingleses Avro 504K y 504J, los cuales serían después fabricados en México con el nombre de Avro Anáhuac.
- Avro 547, se realizó con componentes del Avro 504.

## Operadores
- Argentina
- Australia
- Bélgica
- Bolivia (11 unidades)
- Brasil
- Canadá
- Chile
- China
- Dinamarca
- Estonia
- Finlandia
- Grecia
- Guatemala
- India
- Irlanda
- Japón
- Malasia
- México
- Países Bajos
- Nueva Zelanda
- Noruega
- Perú
- Portugal
- Sudáfrica
- España
- Rusia (y luego la  Unión Soviética)
- Suecia
- Suiza
- Tailandia
- Reino Unido
- Estados Unidos
- Uruguay

## Especificaciones

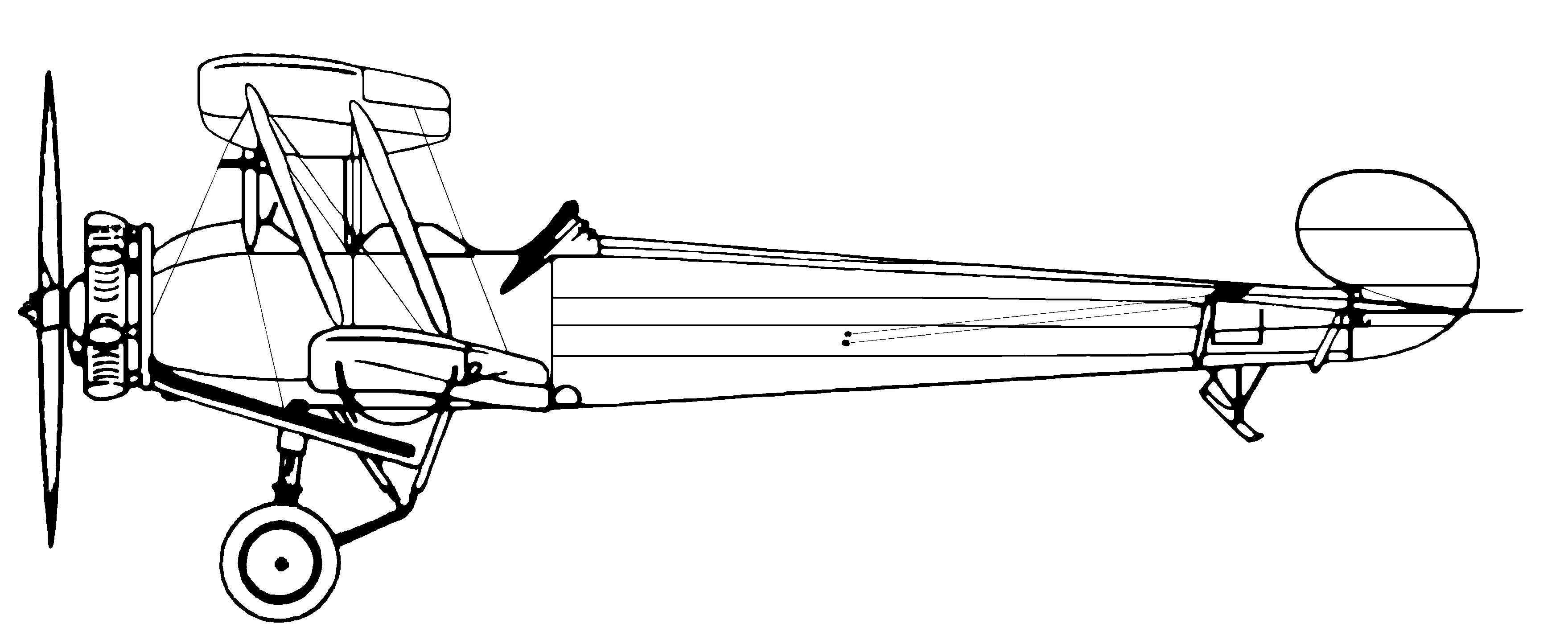
Avro 504N

### Características generales
- Tripulación: 2
- Longitud: 9 m (29,5 ft)
- Envergadura: 11 m (36,1 ft)
- Altura: 3,2 m (10,5 ft)
- Peso vacío: 560 kg (1234,2 lb)
- Planta motriz: 1×  Gnôme Monosoupape, Gnome et Rhône o Clerget 9B.
  - Potencia: 100, 110 o 130 CV

### Rendimiento
- Alcance: 730 millas

### Armamento
- Armas de proyectiles: 1 ametralladora Lewis de 7,70 mm

### Listas relacionadas
- Anexo:Aeronaves históricas del Ejército del Aire de España
- Museo Nacional de la Fuerza Aérea de Estados Unidos
- Anexo:Lista de biplanos